# Naturschutzgebiet Sonderhorst

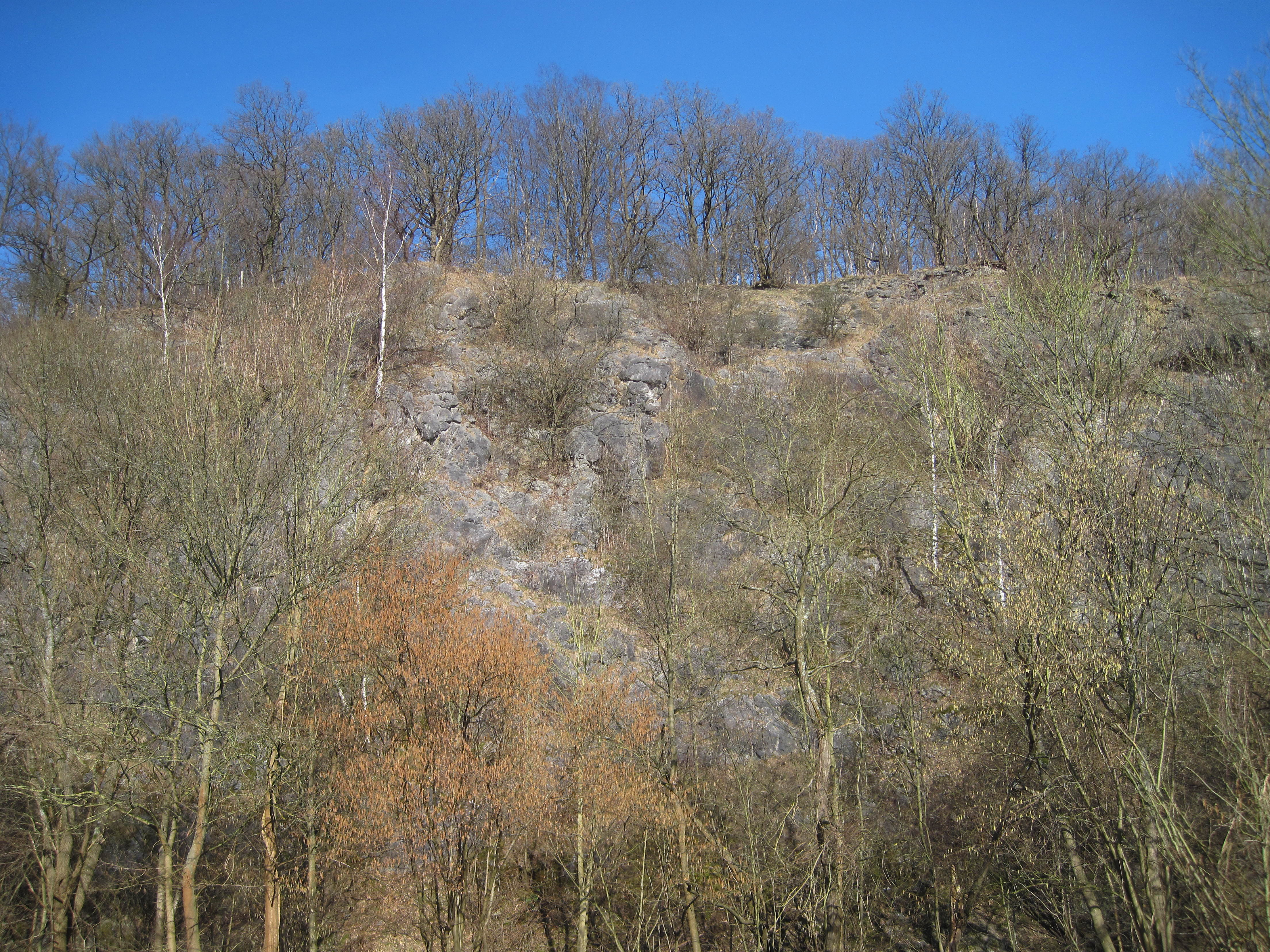
Steinbruchwand

Das Naturschutzgebiet Sonderhorst ist ein 25,87 ha großes Naturschutzgebiet (NSG) im Stadtgebiet von Iserlohn im Märkischen Kreis in Nordrhein-Westfalen. Das NSG wurde 1997 vom Kreistag des Märkischen Kreises mit dem Landschaftsplan Nr. 4 Iserlohn ausgewiesen. Das westlich liegende Naturschutzgebiet Burgberg ist teilweise nur durch einen Weg vom NSG getrennt. Das Naturschutzgebiet Die Emst liegt östlich nur etwa 100 m entfernt.

## Gebietsbeschreibung
Bei dem Naturschutzgebiet, das aus zwei voneinander getrennten Flächen besteht, handelt es sich um eine Steinbruchwand und unterschiedliche Laubwälder und Grünländer auf Massenkalk. Im verkarsteten Untergrund des Gebietes befinden sich die Dechenhöhle, Knitterhöhle und die komplett naturbelassene Hüttenbläserschachthöhle. Letztere ist auch Lebensraum und Winterquartier für Fledermäuse, unter anderem auch für die auf der roten Liste stehende Wasserfledermaus.
Im NSG kaufte die Nordrhein-Westfalen-Stiftung Naturschutz, Heimat- und Kulturpflege ab 1993 19,71 ha Land an, welche vom Naturschutzzentrum Märkischer Kreis betreut werden.

## Schutzzweck
Der Naturschutz dient der Erhaltung der Steinbruchwand als geowissenschaftliches Objekt, der Erhaltung der Höhlen und soll gefährdete Tier- und Pflanzenarten, beispielsweise Perlgras-Buchenwald, Halbtrockenrasen und Schlehengebüsche, schützen. 